# Medelsted Herred
Medelstads härad (indtil 1658 dansk: Medelsted Herred) var et herred beliggende i Blekinge. Ronneby (indtil 1658 dansk: Rønneby) ligger i herredet. 